# 彭順國際

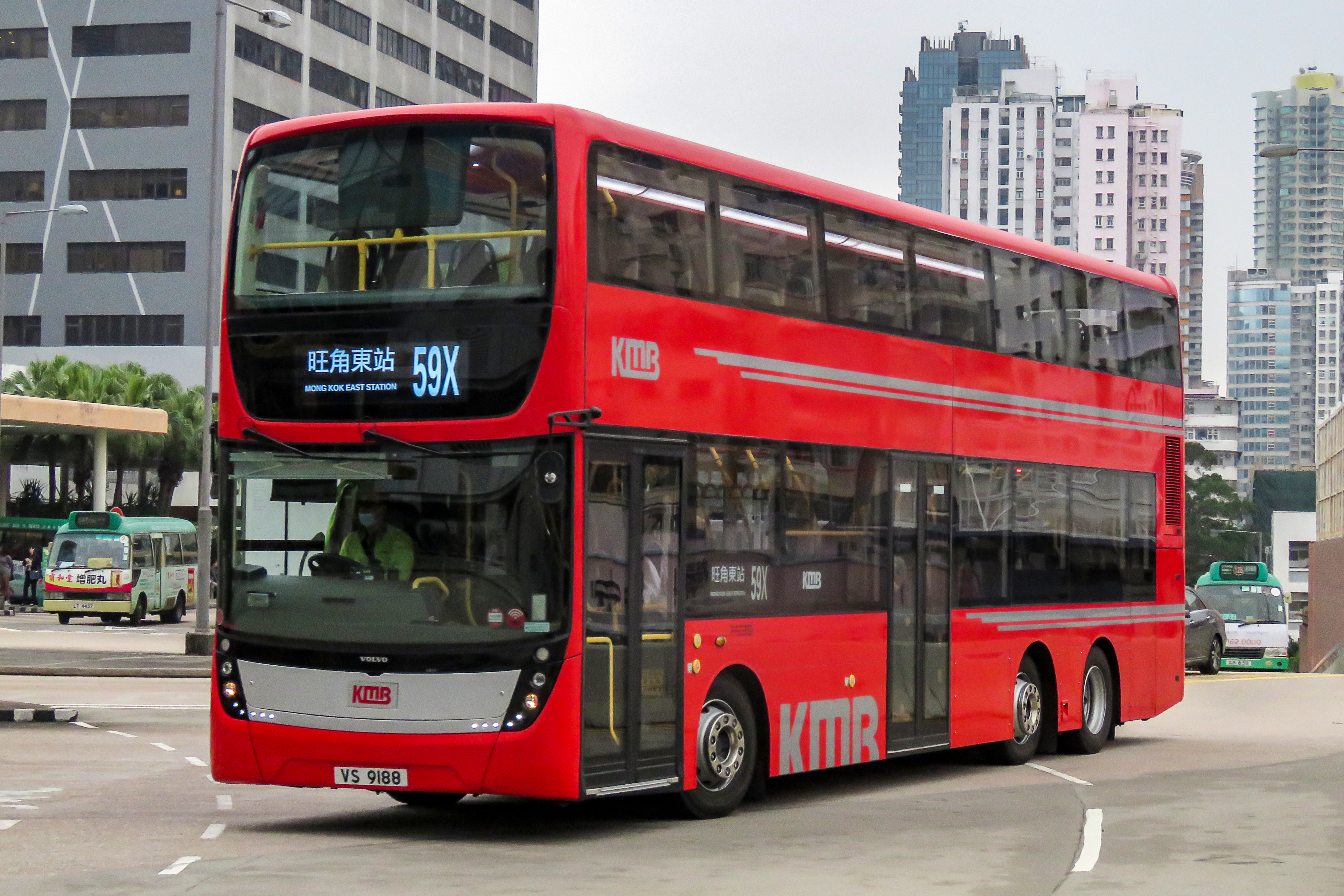
裝有彭順車身的富豪B9TL

彭順國際（英語：Gemilang International，港交所：6163）是一間馬來西亞巴士製造及裝配商，廠房位於柔佛州，旗下的彭順國際客車廠順豐客車的客戶包括九巴、新巴(現稱城巴)、陽光巴士、冠忠巴士、香港海洋公園、雅高巴士、陳添旅遊巴士、香港耀能協會、愉景灣交通服務、珀麗灣客運、皇巴士、粵港汽車、香港中旅汽車服務、新捷運和SMRT巴士。

## 記事
2016年10月31日，彭順國際在香港進行公開招股，發行6250萬股股份，招股價介乎1.2至1.42港元，集資最多8875萬港元。

## 外部連結
- 彭順國際公司網站 （页面存档备份，存于）